# Bẫy kẹp (thực vật)
Cây bẫy kẹp (danh pháp hai phần: Dionaea muscipula) là một loài thực vật ăn thịt, sống bản địa tại vùng đất ngập nước cận nhiệt đới miền Đông nước Mỹ ở bang North Carolina và South Carolina. Loài cây này bắt con mồi của mình—chủ yếu là côn trùng và nhện—bằng một cấu trúc dạng bẫy kẹp được tạo thành bởi phần ngọn của mỗi chiếc lá, được kích hoạt bằng những sợi lông nhỏ nằm ở mặt trong của bẫy.
Khi côn trùng hoặc nhện bò vào trong bẫy và chạm vào sợi lông, bẫy sẽ sẵn sàng để đóng, và đóng lại chỉ khi con mồi chạm vào lông một lần nữa trong vòng xấp xỉ 20 giây từ lần tiếp xúc đầu tiên. Kể từ khi con mồi kích hoạt bẫy cho đến khi đóng lại chỉ mất một phần mười giây. Những yếu tố thứ cấp trong cơ chế này đóng vai trò như một biện pháp chống lãng phí năng lượng khi bẫy các con mồi không đủ giá trị dinh dưỡng, và cây chỉ bắt đầu quá trình tiêu hóa sau khi có thêm ít nhất năm kích thích nữa để chắc chắn rằng đã bắt được một con mồi còn sống đáng để tiêu hóa.
Dionaea là một chi đơn hình và có quan hệ gần với rong ăn thịt (Aldrovanda vesiculosa) và gọng vó (Drosera), tất cả đều thuộc họ Gọng vó (Droseraceae).
Dù được trồng khá phổ biến cho mục đích thương mại, số lượng cây bẫy kẹp đang giảm nhanh chóng tại môi trường sinh sống bản địa của nó.

## Tên gọi
Tên thường gọi của cây trong tiếng Anh có nguồn gốc từ Venus, nữ thần tình yêu của La Mã. Tên chi, Dionaea ("con gái của Dione"), ám chỉ nữ thần Hy Lạp Aphrodite, trong khi tên loài, muscipula trong tiếng Latin có nghĩa là "bẫy chuột" hoặc "bẫy ruồi". Từ muscipula ("bẫy chuột") trong tiếng Latinh có nguồn gốc từ mus ("chuột") và decipula ("bẫy"), trong khi đó từ đồng âm muscipula ("bẫy ruồi") có nguồn gốc từ musca ("ruồi") và decipula ("bẫy").
Trong lịch sử, loài cây này được biết đến với thuật ngữ lóng "tipitiwitchet" hoặc "twitchet tippity", có thể là một sự đối chiếu tương đồng giữa cây và cơ quan sinh dục ngoài của nữ giới. Nó giống với thuật ngữ tippet-de-witchet có nguồn gốc từ tippet và witchet (thuật ngữ cổ xưa của âm hộ). Ngược lại, nhà thực vật học người Anh John Ellis, người đặt tên khoa học cho loài cây này vào năm 1768, viết rằng cái tên tippitywichit là một từ bản địa từ hoặc Cherokee hoặc Catawba. Tên loài cây theo Handbook of American Indians có nguồn gốc từ một từ titipiwitshik ("chúng (lá cây) cuốn xung quanh") trong tiếng Renape .

## Khám phá
Ngày 2 tháng 4 năm 1759, thống đốc thuộc địa North Carolina, Arthur Dobbs, viết bản mô tả đầu tiên của cây bắt mồi trong một bức thư gửi nhà thực vật học người Anh Peter Collinson. Trong thư ông viết: "Chúng ta có một loài cây bắt ruồi nhạy cảm đóng chặt lại khi bất kỳ thứ gì chạm vào. Loài cây này mọc ở Vĩ độ 34 nhưng không có ở 35. Ta sẽ cố lưu lại hạt giống của nó ở đây." Một năm sau, Dobbs mô tả chi tiết hơn trong một bức thư khác gửi Collinson ghi Brunswick, ngày 24 tháng 1 năm 1760.
Một trong những kỳ quan vĩ đại nhất của vương quốc rau cỏ chính là một loài cây nhạy cảm lạ kỳ chưa từng được biết đến. Nó là một loài cây thấp bé. Lá của nó giống như một lát cắt nhỏ của quả cầu, gồm hai phần, giống như phần miệng của một chiếc ví cầm tay, phần miệng hướng ra ngoài, chúng thu về chung một cạnh (như một chiếc bẫy cáo lò xo bằng sắt); bất kỳ thứ gì chạm vào những chiếc lá, hoặc rơi giữa chúng, chúng sẽ lập tức đóng lại như một chiếc bẫy lò xo, và giam giữ bất kỳ con côn trùng hay thứ gì rơi vào đó. Loài cây này ra hoa màu trắng. Ta đặt tên cho loài cây đáng kinh ngạc này là Fly trap Sensitive (bẫy ruồi nhạy cảm).— Arthur Dobbs

Đây là bản lưu trữ chi tiết đầu tiên của người Châu Âu. Bản mô tả này có từ trước khi John Ellis gửi thư cho The London Magazine vào ngày 1 tháng 9 năm 1768, và Carl Linnaeus vào ngày 23 tháng 9 năm 1768, trong thư ông mô tả loài cây và đề xuất tên tiếng Anh Venus's Flytrap và tên khoa học Dionaea muscipula.

## Ăn thịt

Một cái bẫy đang đóng lại

### Chọn lọc con mồi
Hầu hết các cây ăn thịt có chọn lọc con mồi cụ thể, dựa trên việc con mồi nào có sẵn và loại bẫy được sử dụng bởi loài đó. Với cây bẫy kẹp, con mồi giới hạn trong bọ cánh cứng, nhện và những động vật chân đốt bò khác. Chế độ ăn uống của Dionaea là 33% kiến, 30% nhện, 10% bọ cánh cứng, và 10% châu chấu, có ít hơn 5% các loài côn trùng bay.
Từ việc Dionaea phát triển từ một hình thái tổ tiên của chi Gọng vó (Drosera) (loài cây ăn thịt có sử dụng bẫy dính thay vì dùng bẫy sập) lý do phân nhánh tiến hóa trở nên rõ ràng. Trong khi chi Gọng vó tiêu thụ côn trùng nhỏ biết bay, Dionaea tiêu thụ côn trùng lớn hơn bò trên mặt đất. Dionaea có thể trích xuất nhiều chất dinh dưỡng hơn từ những con bọ lớn hơn. Điều này cho phép Dionaea có lợi thế tiến hóa hơn hình thái bẫy dính tổ tiên của chúng.

### Cơ chế bắt mồi

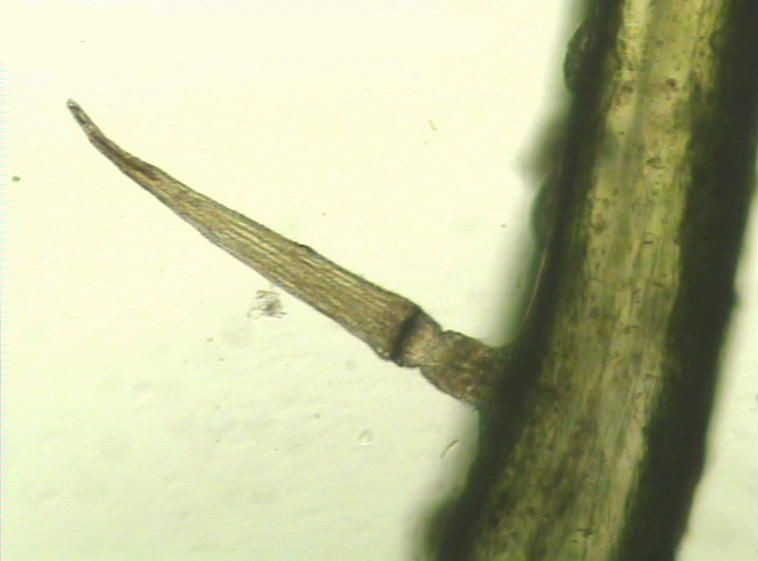
Ảnh chụp cận của một chiếc lông kích hoạt

Cây bẫy mồi là một trong những loài cây có khả năng chuyển động nhanh, như xấu hổ, thóc lép động, gọng vó và nhĩ cán.

## Hình ảnh

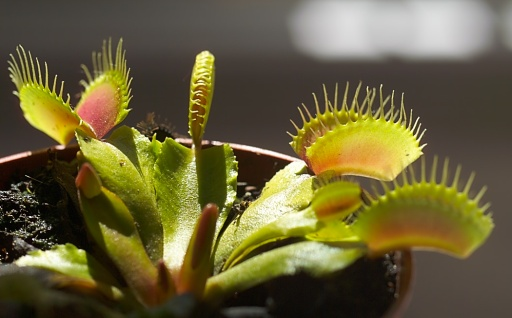
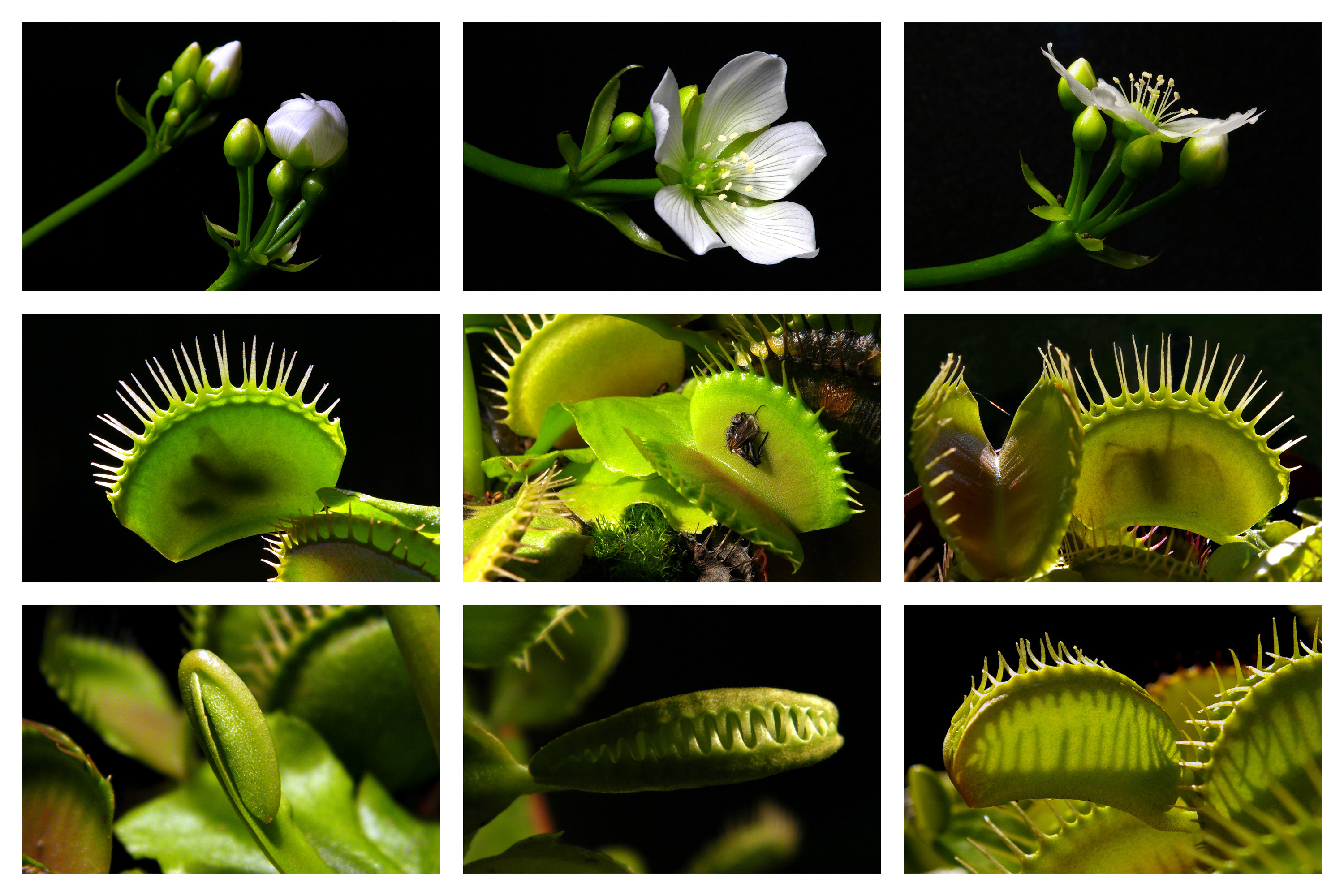
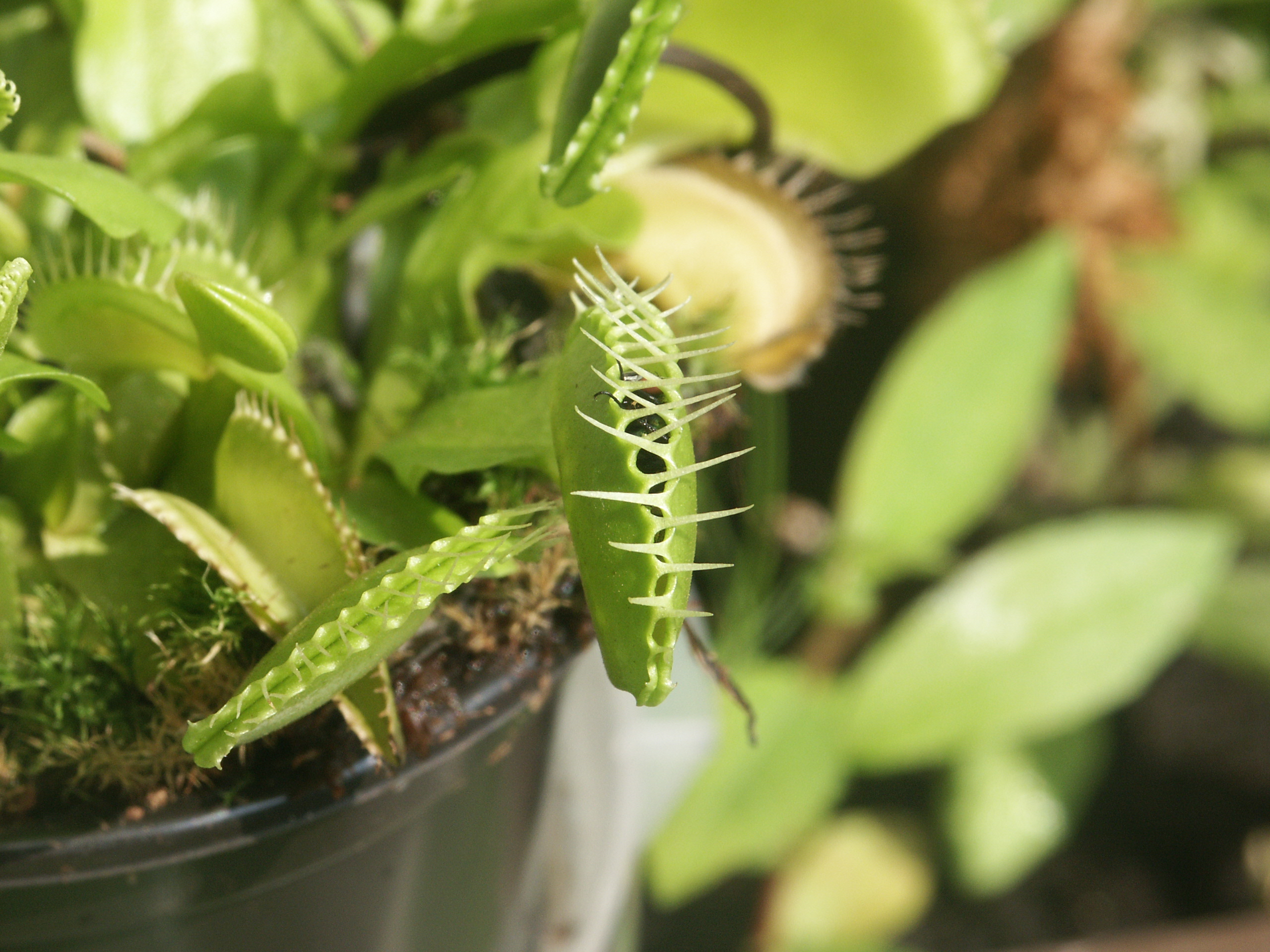